# Joseph Gaertner
Joseph Gaertner (12 de març de 1732 – 14 de juliol de 1791) va ser un botànic i micòleg alemany molt conegut pels seus treballs sobre les llavors, De Fructibus et Seminibus Plantarum (1788-1792).
Va néixer a Calw, i estudià a Göttingen sota Albrecht von Haller. Principalment era un naturalista però també es dedicà a la física i la zoologia. Exercí de professor d'anatomia a Tubinga el 1760, i va ser nomenat professor de botànica a Sant Petersburg el 1768, però tornà a Calw el 1770. Pràcticament es va quedar cec potser a causa de fer moltes hores de treball amb el microscopi.
Julius Sachs escriví sobre ell que feia la impressió de ser un científic modern més que cap altre home del seu temps amb excepció de Koelreuter.